# Équipe d'Islande féminine de handball
Maillots
Dernière mise à jour : 7 octobre 2020.
L'équipe d'Islande féminine de handball représente la Fédération islandaise de handball (HSI, Handknattleikssamband Íslands) lors des compétitions internationales, notamment aux championnats du monde et aux Championnats d'Europe.

## Palmarès
Jeux olympiques
- aucune participation

Championnats du monde
- Championnat du monde 2011 : 11e, éliminée en 1/8 finales

Championnats d'Europe
- Championnat d'Europe 2010 : 15e
- Championnat d'Europe 2012 : 15e

## Personnalités liées à la sélection

### Joueuses
- Florentina Grecu-Stanciu :  joueuse roumaine naturalisée
- Rut Arnfjörð Jónsdóttir
- Karen Knútsdóttir
- Hrafnhildur Ósk Skúladóttir : joueuse la plus capée (170 sélectionnée) et meilleure marqueuse (620 buts)
- Arna Sif Pálsdóttir
- Ramúne Pekarskyté : joueuse lituanienne naturalisée, internationale depuis 2012

### Sélectionneurs
La liste des sélectionneurs est :
- Stefán Gunnarsson : en 1956
- Frímann Gunnlaugsson : de 1956 à 1960
- Pétur Bjarnason : de 1960 à 1966
- Þórarinn Eyþórsson : de 1966 à 1970
- Hans Steinman : de 1970 à 1973
- Stefán Sandholt : de 1973 à 1974
- Sigurbergur Sigsteinsson : de 1974 à 1976
- Pétur Bjarnason : de 1976 à 1980
- Sigurbergur Sigsteinsson : de 1980 à 1984
- Viðar Símonarson : de 1984 à 1986
- Hilmar Björnsson : de 1986 à 1988
- Slavko Bambir : de 1988 à 1991
- Gústaf Adolf Björnsson : de 1991 à 1992
- Erla Rafnsdóttir : de 1992 à 1995
- Kristján Halldórsson : de 1995 à 1997
- Theodór Guðfinsson : de 1997 à 2000
- Ágúst Þór Jóhansson : de 2000 à 2001
- Stefán Arnarson : de 2001 à 2006
- Júlíus Jónasson : de 2006 à 2011
- Ágúst Þór Jóhannsson : de 2011 à 2016
- Axel Stefánsson : de 2016 à 2019
- Arnar Pétursson : depuis 2019